# Нугманов, Искандер Сакенович
Нугманов Искандер Сакенович (род.4 ноября 1990) — 
казахстанский хоккеист с мячом, 
нападающий
сборной Казахстана и 
ХК «Акжайык» (Уральск).

## Биография
И.С. Нугманов родился в Уральске. Его отец — известный в прошлом 
хоккеист с мячом, а ныне тренер Сакен Кайбушевич Нугманов.
Заниматься хоккеем с мячом начал в Уральской ДЮСШ у тренера М.В. Комкова.
С 2004 года — игрок ХК «Акжайык» (Уральск). 
Лучший бомбардир юношеского чемпионата мира 2007 года в Густавсберге (Швеция). 
Победитель третьей Спартакиады школьников и учащихся колледжей РК 2007 года.
В 2007—2009 годах выступал за «Зоркий-2» (Красногорск). Провел 49 игр, забил 2 мяча. 
Обладатель юношеского Кубка Мира 2007 года в составе «Зоркого».
В 2009 году вернулся в «Акжайык». Чемпион Казахстана 2012 года. 
В составе сборной Казахстана: чемпион Азиады – 2011, бронзовый призёр чемпионатов мира 2012 и 2014 годов. 
За 6 сезонов в «Акжайык» провел 128 игр, забил 43 мяча.
В сезоне 2011/12 забил 25 мячей, признан лучшим игроком сезона.